# Lotto Soudal/Saison 2016
Diese Liste beschreibt die Mannschaft und die Erfolge des Radsportteams Lotto Soudal in der Saison 2016.

## Erfolge in der UCI WorldTour
| Datum        | Rennen                         | Sieger          |
| ------------ | ------------------------------ | --------------- |
| 13. März     | 7. Etappe Paris-Nizza          | Tim Wellens     |
| 24. März     | 4. Etappe Katalonien-Rundfahrt | Thomas De Gendt |
| 11. Mai      | 5. Etappe Giro d’Italia        | André Greipel   |
| 12. Mai      | 6. Etappe Giro d’Italia        | Tim Wellens     |
| 13. Mai      | 7. Etappe Giro d’Italia        | André Greipel   |
| 19. Mai      | 12. Etappe Giro d’Italia       | André Greipel   |
| 14. Juli     | 12. Etappe Tour de France      | Thomas De Gendt |
| 16. Juli     | 5. Etappe Tour de Pologne      | Tim Wellens     |
| 12.–18. Juli | Gesamtwertung Tour de Pologne  | Tim Wellens     |
| 24. Juli     | 21. Etappe Tour de France      | André Greipel   |

## Erfolge in der UCI Europe Tour
| Datum         | Rennen                                   | Kat. | Sieger             |
| ------------- | ---------------------------------------- | ---- | ------------------ |
| 28. Januar    | Trofeo Ses Salines                       | 1.1  | André Greipel      |
| 31. Januar    | Trofeo de Palma                          | 1.1  | André Greipel      |
| 4.–6. März    | Gesamtwertung Drei Tage von Westflandern | 2.1  | Sean De Bie        |
| 23. März      | Dwars door Vlaanderen                    | 1.HC | Jens Debusschere   |
| 26. April     | 3. Etappe Türkei-Rundfahrt               | 2.HC | André Greipel      |
| 2. Juni       | 1. Etappe Luxemburg-Rundfahrt            | 2.HC | André Greipel      |
| 20. Juli      | GP Pino Cerami                           | 1.1  | Jelle Wallays      |
| 11. August    | 2. Etappe Tour de l’Ain                  | 2.1  | Tosh Van der Sande |
| 4. September  | 1. Etappe Tour of Britain                | 2.HC | André Greipel      |
| 15. September | GP de Wallonie                           | 1.1  | Tony Gallopin      |

## Nationale Straßen-Radsportmeister
| Datum    | Rennen                                 | Sieger        |
| -------- | -------------------------------------- | ------------- |
| 26. Juni | Deutsche Meisterschaft – Straßenrennen | André Greipel |

## Zugänge – Abgänge
| Zugänge           | Team 2015                   | Abgänge               | Team 2016              |
| ----------------- | --------------------------- | --------------------- | ---------------------- |
| Rafael Valls      | Lampre-Merida               | Jurgen Van Den Broeck | Team Katusha           |
| Tomasz Marczynski | Torku Şekerspor             | Dennis Vanendert      |                        |
| Frederik Frison   | Lotto-Soudal U23            | Kenny Dehaes          | Wanty-Groupe Gobert    |
| Jelle Wallays     | Topsport Vlaanderen-Baloise | Boris Vallee          | Fortuneo-Vital Concept |
|                   |                             | Vegard Breen          | Fortuneo-Vital Concept |

## Mannschaft
| Teamkader 2016                                             | Teamkader 2016     | Teamkader 2016         | Teamkader 2016                                |
| Name                                                       | Geburtsdatum       | Land                   | Vorheriges Team                               |
| ---------------------------------------------------------- | ------------------ | ---------------------- | --------------------------------------------- |
| Sander Armée                                               | 10. Dezember 1985  | Belgien                | Topsport Vlaanderen-Baloise (2013)            |
| Lars Bak                                                   | 16. Januar 1980    | Dänemark               | HTC-Highroad (2011)                           |
| Tiesj Benoot                                               | 11. März 1994      | Belgien                | Lotto-Belisol U23 (2014)                      |
| Kris Boeckmans                                             | 13. Februar 1987   | Belgien                | Vacansoleil-DCM (2013)                        |
| Stig Broeckx                                               | 10. Mai 1990       | Belgien                | Lotto-Belisol (2013)                          |
| Sean De Bie                                                | 3. Oktober 1991    | Belgien                | Leopard-Trek Continental (2013)               |
| Jasper De Buyst                                            | 24. November 1993  | Belgien                | Topsport Vlaanderen-Baloise (2014)            |
| Bart De Clercq                                             | 26. August 1986    | Belgien                | Davo-Lotto (2010)                             |
| Thomas De Gendt                                            | 6. November 1986   | Belgien                | Omega Pharma-Quick Step (2014)                |
| Jens Debusschere                                           | 28. August 1989    | Belgien                | PWS Eijssen (2010)                            |
| Gert Dockx                                                 | 4. Juli 1988       | Belgien                | HTC-Columbia (2010)                           |
| Frederik Frison                                            | 28. Juli 1992      | Belgien                | Lotto-Soudal U23 (2015)                       |
| Tony Gallopin                                              | 24. Mai 1988       | Frankreich             | RadioShack-Leopard (2013)                     |
| André Greipel                                              | 16. Juli 1982      | Deutschland            | HTC-Columbia (2010)                           |
| Adam Hansen                                                | 11. Mai 1981       | Australien             | HTC-Columbia (2010)                           |
| Greg Henderson                                             | 10. September 1976 | Neuseeland             | Team Sky (2011)                               |
| Pim Ligthart                                               | 16. Juni 1988      | Niederlande            | Vacansoleil-DCM (2013)                        |
| Tomasz Marczyński                                          | 6. März 1984       | Polen                  | Torku Şekerspor (2015)                        |
| Maxime Monfort                                             | 14. Januar 1983    | Belgien                | RadioShack-Leopard (2013)                     |
| Jürgen Roelandts                                           | 2. Juli 1985       | Belgien                | Davitamon-Win For Life-Jong Vlaanderen (2007) |
| Marcel Sieberg                                             | 30. April 1982     | Deutschland            | HTC-Columbia (2010)                           |
| Rafael Valls                                               | 25. Juni 1987      | Spanien                | Lampre-Merida (2015)                          |
| Tosh Van der Sande                                         | 28. November 1990  | Belgien                | Omega Pharma-Lotto Davo (2011)                |
| Jelle Vanendert                                            | 19. Februar 1985   | Belgien                | La Française des jeux (2008)                  |
| Louis Vervaeke                                             | 6. Oktober 1993    | Belgien                | Lotto-Belisol U23 (2014)                      |
| Jelle Wallays                                              | 11. Mai 1989       | Belgien                | Topsport Vlaanderen-Baloise (2015)            |
| Tim Wellens                                                | 10. Mai 1991       | Belgien                | Lotto-Belisol U23 (2012)                      |
| Kevin Deltombe (1. Aug.–31. Dez., Stagiaire)               | 27. Februar 1994   | Belgien                | Lotto-Soudal U23 (2016)                       |
| Michael Goolaerts (1. Aug.–31. Dez., Stagiaire)            | 24. Juli 1994      | Belgien                | Lotto-Soudal U23 (2016)                       |
| James Shaw (1. Aug.–31. Dez., Stagiaire)                   | 13. Juni 1996      | Vereinigtes Königreich | Lotto-Soudal U23 (2016)                       |
|                                                            |                    |                        |                                               |
| Quellen: ProCyclingStats Cycling Quotient Cycling Archives |                    |                        |                                               |